# Yukarıhemedan, Şanlıurfa
Yukarıhemedan là một xã thuộc thành phố Şanlıurfa, tỉnh Şanlıurfa, Thổ Nhĩ Kỳ. Dân số thời điểm năm 2011 là 119 người.